# 524
524 је била преступна година.

## Догађаји
- 1. јануар – Византијски цар Јустин је именовао Венанција Опилија да управља Западним римским царством као римски конзул, који је заменио Аниција Максима. Цар Јустин се поставља за конзула Запада, место упражњено од 522. године, али је Теодор Филоксен управљао западом.
- 1. мај – Бургундски краљ Сигисмунд је погубљен у Орлеану после осмогодишње владавине, а наследио га је брат Годомар. Он окупља бургундску војску и почиње да пљачка франачку територију.
- 25. јун – Битка код Везеронса: Франци под Хлодомером, Чилдебертом I и Хлотаром I су поражени од Бургунда и савезничких Острогота код Изера (Француска), спречавајући франачко напредовање у Бургундију. Током борбе Хлодомер је убијен. Касније Чилдеберт припаја градове Шартр и Орлеан.
- 23. октобар – Аниције Манлије Боетије, један од најплоднијих римских писаца и филозофа, претучен је на смрт у затвору у Павији, где је био затворен због издаје. Током затворске казне написао је своје завршно дело Утеха филозофије. Датум смрти светог Боетија касније се слави као његов празник у црквеном календару.
- Краљица Гунтеук, удовица Хлодомерова, присиљена је да се уда за његовог брата, Хлотара I. Он је убио њено двоје деце, али најстарији син Клодоалд је преживео бекством у Провансу.
- 29. новембар – Ахкал Моʼ Нахб I, владар града Маја Паленке у садашњој јужној мексичкој држави Чијапас, умире након 23 године владавине. Град улази у међурегнум који траје нешто више од четири године.

## Смрти
- Боетије